# Degeneracija (fizika)
Degeneracija (kasnolat. degeneratio, od lat. degenerare: izroditi se, izopačiti se) u fizici i kemiji povezuje se s kvantnomehaničkim sustavima kada jednoj svojstvenoj vrijednosti danoga kvantnoga broja odgovaraju dvije ili više svojstvenih funkcija (vektora stanja). U degeneriranim sustavima dva ili više različitih stanja mogu imati jednaku energiju. Na primjer u vodikovu atomu, iznos kutnoga momenta količine gibanja elektrona određen je orbitalnim kvantnim brojem l. Tomu momentu pripada (2 l + 1) različitih stanja jednake energije (degeneracija), koja se razlikuju po projekciji kutnoga momenta na os z. 
U astrofizici, u procesima evolucije zvijezda, degeneracija se javlja u pojmovima degenerirane materije, odnosno degenerirane elektronske ili neutronske tvari. Urušavanje (kolaps) zvijezde može se stabilizirati elektronskim tlakom u njezinoj unutrašnjosti. Takvi elektroni potječu iz degenerirane materije atoma pakiranih toliko blizu da im se elektronski oblaci dodiruju. Pulsari ili neutronske zvijezde (pulsari), mase nešto veće od mase Sunca i polumjera tipično oko ili iznad 10 kilometara, sastoje se uglavnom od nuklearne tvari gusto pakiranih neutrona (degenerirani neutroni) koji neutronskim tlakom zaustavljaju kolaps.